# Był tu Salvaje
Był tu Salvaje (tytuł oryg. The Stalking Moon) – amerykański western z 1968 w reżyserii Roberta Mulligana. Scenariusz Wendella Mayesa i Alvina Sargenta powstał w oparciu o powieść T.V. Olsena The Stalking Moon. W rolach głównych wystąpili Gregory Peck i Eva Marie Saint. Film przedstawia historię odchodzącego na emeryturę zwiadowcy armii Sama Varnera (Peck). Osiadłszy na farmie w Nowym Meksyku bierze pod swoją opiekę białą kobietę Sarę Carver (Saint) i jej syna (Noland Clay), który okazuje się być dzieckiem bezlitosnego Apacza Salvaje (Nathaniel Narcisco), podejmującego brutalną próbę odzyskania chłopca.
Film, powstały przy współpracy odpowiedzialnych za sukces Zabić drozda (1962) Mulligana, Alana J. Pakuly i Pecka, otrzymał mieszane recenzje prasowe, a krytycy zarzucali mu m.in. zbyt powolne tempo akcji, przewidywalność i rasizm. Poniósł też porażkę kasową w kinach, zarabiając, wedle szacunków, od miliona do 2,6 miliona dolarów. We współczesnych opracowaniach oceniany jest przychylniej i wymienia się go jako jeden z bardziej niedocenionych w dorobku Mulligana.

## Fabuła
Akcja filmu toczy się w Arizonie w 1881. Sam Varner (Gregory Peck), doświadczony zwiadowca armii odchodzi z wojska na emeryturę i osiada na farmie w Nowym Meksyku. Pewnego dnia, mimo niechęci, zgadza się eskortować proszącą go o pomoc białą kobietę (Eva Marie Saint), Sarę Carver, uratowaną przed Indianami, oraz jej syna (Noland Clay) na stację kolejową. Sprawy komplikują się, gdy para, która zapewnia im gościnę, zostaje zabita. Carver przyznaje, że jej syn jest dzieckiem bezlitosnego wodza Apaczów, Salvaje (Nathaniel Narcisco), chcącego odzyskać chłopca.
Na stacji Carver odkłada plan powrotu do Columbus w stanie Ohio i postanawia udać się z synem i Varnerem na jego farmę do Nowego Meksyku, którą opiekuje się starszy mężczyzna imieniem Ned (Russell Thorson). Wkrótce dołącza do nich Nick Tana (Robert Forster), wierny przyjaciel Varnera, który ostrzega ich, że nadchodzi Salvaje. Przybycie wodza naznaczone jest śmiercią meksykańskiej rodziny. Następnie, zdesperowany, aby odzyskać syna, atakuje „rodzinę” Varnera. W starciu ginie pies Neda, Rolf, i sam Ned. W czasie gdy Tana i Varner szukają wodza, ten przeprowadza atak i prawie zabija Carver. Po powrocie do domu kobieta odzyskuje siły.
Tana i Varner usiłują zwabić Salvaje w pułapkę, jednak w konsekwencji towarzysz zwiadowcy ponosi śmierć. Finalny pojedynek ma miejsce na wzgórzach i choć Varner jest ranny w nogę, walczy z Salvaje, a następnie go zabija. Czołgając się z powrotem na farmę, znajduje Sarę, która pomaga mu dostać się do ich domu.

## Obsada
Opracowano na podstawie materiału źródłowego:

- Gregory Peck – Sam Varner, były zwiadowca armii
- Eva Marie Saint – Sarah Carver
- Robert Forster – Nick Tana, przyjaciel Varnera
- Noland Clay – chłopiec, syn Sary
- Russell Thorson – Ned, przyjaciel Varnera, opiekujący się jego farmą
- Frank Silvera – major
- Lonny Chapman – Purdue
- Lou Frizzell – zawiadowca na stacji
- Henry Beckman – sierżant Rudabaugh
- Charles Tyner – Dace
- Richard Bull – doktor
- Sandy Brown Wyeth – Rachel
- Joaquín Martinez – Julio
- Boyd Morgan – Shelby
- Nathaniel Narcisco – Salvaje, wódz Apaczów
- James Olson – oficer kawalerii

## Produkcja

### Scenariusz i przygotowania
| „Spodobał mi się [scenariusz], bo to coś w rodzaju [Alfreda] Hitchcocka na Zachodzie. Western pełen grozy zamiast przygody.”– Robert Mulligan |

W grudniu 1965 powieść The Stalking Moon pióra T.V. Olsena została zamówiona przez Carthay Center Productions, należącą do National General Corp., na krótko przed jej publikacją przez Doubleday. Według planów adaptacji miano dokonać „w kolorze i na szerokim ekranie” w czerwcu 1966 – zakładano, iż Carthay Center stanie się „pierwszym okręgiem wystawców poważnie zaangażowanym w tworzenie filmów odkąd First National Exhibitors Circuit został wchłonięty przez Warner Bros.” przed 35 laty.
W lutym poinformowano, że do adaptacji scenariusza zatrudniono Wendella Mayesa. Irv Levin z National General Corp. prognozował, iż okres zdjęciowy rozpocznie się jesienią. Gdy w czerwcu Gregory’ego Pecka obsadzono w głównej roli, jako firmę produkcyjną wskazano National General Pictures. Rozpoczęcie produkcji opóźniono do początku 1967, a pierwotny budżet wyniósł 3,5 miliona dolarów. Na reżysera, w ramach obowiązującego kontraktu z Universal Pictures, wybrano George’a Stevensa. Z kolei w marcu ogłoszono, iż opuścił on projekt, podobnie jak odpowiedzialny za adaptację Mayes.
Z końcem marca angaż otrzymali reżyser Robert Mulligan i producent Alan J. Pakula (w międzyczasie Peck przyjął rolę w westernie Złoto MacKenny [1969, reż. J. Lee Thompson], z którego miał zostać zwolniony do 15 października 1967, kiedy to planowano rozpoczęcie realizacji Był tu Salvaje). Według części źródeł Mulligan i Pakula mieli zatrudnić Hortona Foote do napisania scenariusza, jednak finalnie przygotował go laureat Oscara Alvin Sargent. W stosunku do pierwowzoru literackiego wprowadzono liczne zmiany; usunięto m.in. młodsze rodzeństwo chłopca, pragnienie posiadania rodziny przez Varnera oraz jego późniejsze małżeństwo z Carver (w filmie pomiędzy dwójką bohaterów nie dochodzi do żadnego pocałunku, a jedynie uścisku). Usunięto także historię Salvaje, jako jedynego ocalałego z masakry.
5 maja „Los Angeles Times” poinformował o utworzeniu National General Pictures Corporation, nowej spółki zależnej od National General Pictures, która miała wydać film po tym, jak Universal wycofał się z projektu.

### Casting

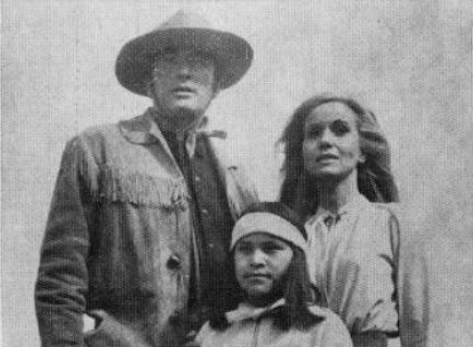
Główna obsada filmu: Peck, Clay i Saint

Do głównych ról zaangażowano Pecka oraz laureatkę Oscara za drugoplanową rolę w kryminale Na nabrzeżach (1954, reż. Elia Kazan), Evę Marię Saint (znaną też z takich produkcji, jak m.in. dramat Kapelusz pełen deszczu; 1957 [reż. Fred Zinnemann], historyczny western romantyczny W poszukiwaniu deszczowego drzewa; 1957 [reż. Edward Dmytryk], sensacyjny dreszczowiec szpiegowski Północ, północny zachód; 1959 [reż. Alfred Hitchcock], czy dramat historyczny Exodus; 1960 [reż. Otto Preminger]). Podobnie jak Pecka, od 1966 nie widziano jej na ekranach kin. Po obejrzeniu Zabić drozda (1962, reż. Robert Mulligan), napisała do Pecka – jak określała – „list od fana, jedyny, jaki kiedykolwiek napisałam”. „Są pewne osoby, z którymi aktorka chce pracować. A on jest jednym z nich” – wspominała.
Do roli syna bohaterki zatrudniono 11-letniego Indianina Nolanda Claya z rezerwatu White River w Arizonie, którego odkrył dyrektor castingu w Pakula-Mulligan Productions. Przetransportowano go, wraz z kilkoma innymi chłopcami Apaczami, samolotem do Los Angeles w Kalifornii, gdzie pomyślnie przeszedł testy ekranowe. W ramach jego wynagrodzenia, wynoszącego 1000 dolarów tygodniowo, utworzono fundusz powierniczy na edukację chłopca. National General Pictures obiecało fundusze na ulepszenie centrum rekreacyjnego w rezerwacie White River, oraz przekazało darowiznę w imieniu rezerwatu na rzecz fundacji Save the Children. Clay – który brał udział w trasie promocyjnej, obejmującej Denver w Kolorado, Oklahoma City w stanie Oklahoma, Houston w Teksasie a także występy w stacjach telewizyjnych – był też głównym bohaterem krótkometrażowego filmu, zawierającego materiały zza kulis.
Rolę w filmie rozważał zawodowy piłkarz futbolu amerykańskiego Roman Gabriel.

### Realizacja
Realizacja filmu ponownie połączyła Pecka z Mulliganem i Pakulą, z którymi współpracował przy dramacie obyczajowym Zabić drozda (kreacja Atticusa Fincha przyniosła Peckowi Oscara dla najlepszego aktora pierwszoplanowego). Odpowiedzialne za dystrybucję National General Pictures – które nabyło należącą wcześniej do 20th Century Fox sieć kin – wyprodukowało film we współpracy z firmą Pecka, Brentwood Productions, oraz z Pakula-Mulligan Productions. Przy budżecie, zamkniętym w kwocie 5 milionów dolarów, zdjęcia nagrywano głównie w okolicach Las Vegas w Nevadzie (m.in. w Tule Springs zbudowano stację kolejową), włącznie z parkiem stanowym Valley of Fire, począwszy od 8 lub 9 stycznia 1968.
Pozostałą część ekipy stanowili m.in. asystent reżysera Don Kranze, Roland Anderson i Jack Poplin, odpowiedzialni za scenografię, Frank Tuttle, scenograf planu zdjęciowego, oraz charakteryzatorzy Del Armstrong i Frank Prehoda.

## Odbiór

### Premiera kinowa i recenzje
Był tu Salvaje, podobnie jak Zabić drozda z 1962 i Ciemna strona sławy (1965) – dwa wyreżyserowane przez Mulligana filmy – miał specjalną premierę w Los Angeles, która odbyła się 25 grudnia 1968, aby móc kwalifikować się do Oscarów w 1969, lecz nie uzyskał żadnej nominacji. Nowojorska premiera miała miejsce 29 stycznia 1969 (niektóre źródła za premierę podawały 12 grudnia 1968 w Village Theatre w dzielnicy Los Angeles, Westwood).
Film uzyskał w większości nieprzychylne recenzje, a głównym zarzutem krytyków było powolne tempo. Roger Ebert wymieniał na łamach „Chicago Sun-Timesa” brak napięcia w kluczowych scenach (finałowy pojedynek Varnera z Salvaje) oraz przewidywalność: „Jedyne, co ratuje film, to kilka chwil autentycznego zachodniego życia: zawiadowca stacji sprzedający niezwykle skomplikowany bilet do Topeki, Peck namawiający kobietę do rozmowy przy kolacji, Forster uczący chłopca grać w pokera” – argumentował. Krytykował także relację między bohaterami granymi przez Pecka i Saint, która – w jego ocenie, „jest jedynie zarysowana”, bez widocznej czułości. Page Cook w recenzji dla „Films in Review” przyznawał, że „rola odchodzącego na emeryturę zwiadowcy armii jest idealna dla Gregory’ego Pecka, którego umiejętność okazywania siły moralnej i współczucia to jedna z najbardziej inspirujących rzeczy, jakie oferuje dzisiejszy ekran”. Vincent Canby z „The New York Timesa” oceniał, że „Peck był tak śmiertelnie poważny, że wydaje się, iż myśli o swoich obowiązkach w zarządzie American Film Institute [AFI], a nie o przetrwaniu”. W dalszej części dodał, że mimo iż w filmie jest kilka uroczych, indywidualnych rzeczy, jak szerokie, zachodnie krajobrazy – to posuwa się on naprzód z większą godnością niż ekscytacją. „Całkiem świadomie Mulligan i Alvin Sargent, którzy napisali scenariusz, skupili się na biednych białych, ale niestety żaden z nich nie jest szczególnie interesujący. Pozostają zarysami postaci – samotny pogranicznik, kobieta, która przeszła przez niewypowiedziane (przynajmniej w tym obrazie) okropności, aby przetrwać indiańską niewolę, oraz małego chłopca rozdartego między dwiema kulturami” – podsumował.
Pauline Kael z „The New Yorkera” uznała western za rasistowski. Odnosząc się do usposobienia chłopca, pisała: „Konsekwencją jest to, że jeśli jego indiańska natura wygra, przyszłość chłopca będzie mordercza, a w kraju będzie zamieszanie, ale jeśli wygra biała strona, wszystko pójdzie dobrze dla kraju”. „Time” chwalił „zwyczajową, surową godność” Pecka, która nadawała farmerowi „postawę uczciwego Abla”.
Jesienią 1968 wydawnictwo Avon Books opublikowało specjalną wersję książki Olsena, zawierającą fotografię Pecka na okładce oraz napisy produkcyjne z przodu i z tyłu.

### Wynik finansowy
Przy budżecie wynoszącym 5 milionów dolarów, film poniósł porażkę kasową w box offisie, przynosząc, wedle szacunków, od miliona do 2,6 miliona dolarów zysku.

### Analizy i interpretacje

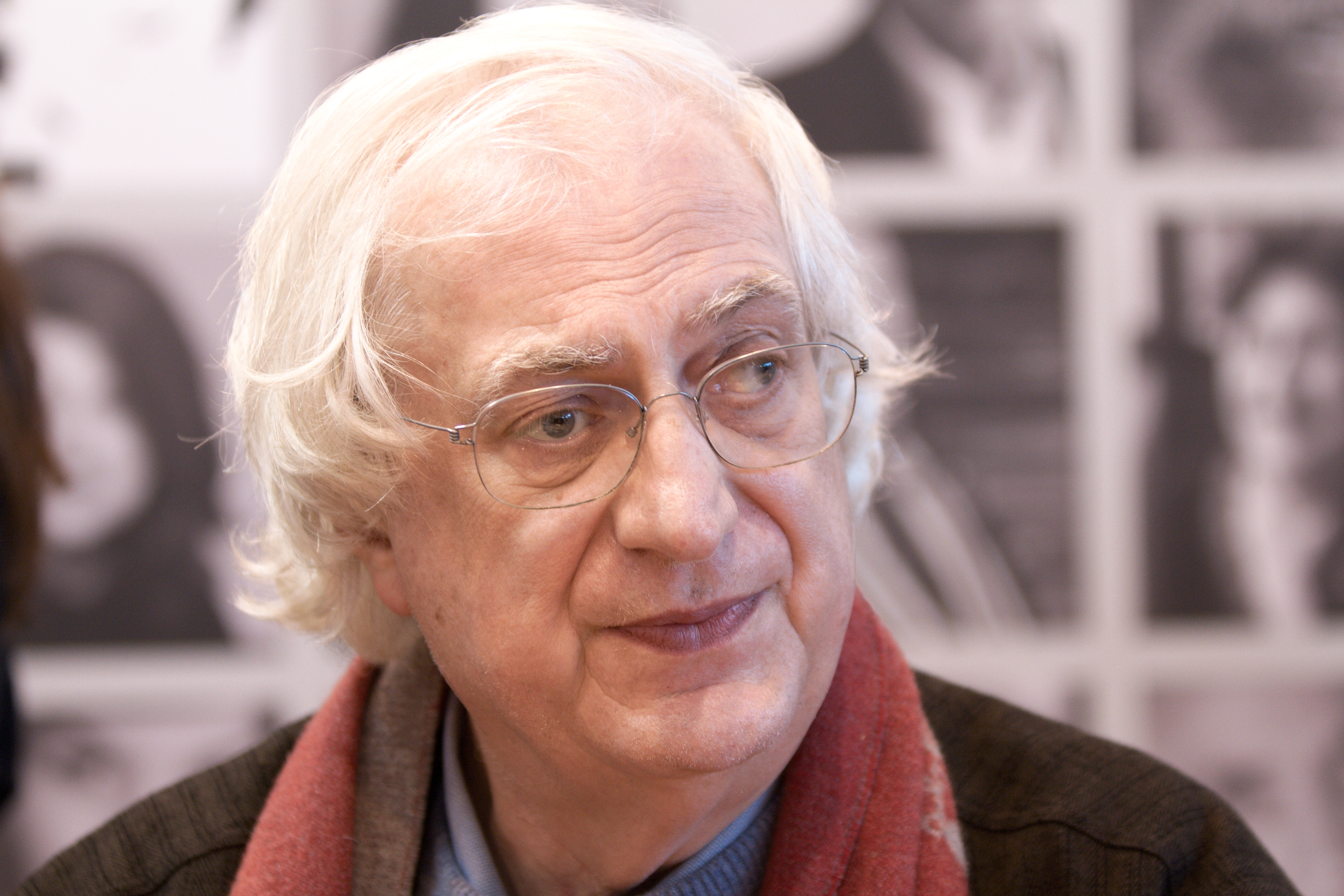
Bertrand Tavernier (na zdj. w 2010) uważał film za arcydzieło w dorobku Mulligana

Gary Fishgall oceniał, że w przeciwieństwie do innego westernu Pecka z 1969 – Złota MacKenny, Był tu Salvaje miało bardziej intymny charakter. Jak podkreślał, „nie tylko główni bohaterowie – samotni ludzie skierowani do wewnątrz – byli nieco głębsi i bardziej złożeni niż tradycyjne archetypy gatunkowe, ale reżyser Mulligan zapożyczył elementy gatunku horroru w sekwencjach z udziałem przypominającego niemal ducha indiańskiego prześladowcę, Salvaje […]. Pomiędzy nimi były jednak długie okresy powolnego studiowania postaci”. Gerard Molyneaux stwierdził, że „opowiadający o emerytowanym zwiadowcy wojskowym chroniącym kobietę i jej syna przed ojcem chłopca, Apaczem, był niezwykle prosty, być może zbyt surowy jak na dwugodzinny film”. Lynn Haney pozytywnie oceniała film, o którym napisała, że „to spokojny, mroczny i nastrojowy western, dobrze wyreżyserowany przez Roberta Mulligana, który tak dobrze współpracował z Gregiem przy Zabić drozda. Wraz z ponownym pojawieniem się starych filmów w formacie wideo, z biegiem czasu ten film może zyskać nowy szacunek”.
Michael Freedland zaznaczał, że historia „nie miała wiele wspólnego z tradycyjną formułą kowbojów i Indian ani z prześladowaniami Indian przez kawalerię”. Podkreślał przy tym, że choć Mulligan oraz Pakula nie zrealizowali wcześniej żadnego westernu, to wnieśli do Był tu Salvaje szereg elementów, które przyczyniły się do sukcesu Zabić drozda, w szczególności głęboką wrażliwość”. W jego ocenie Peck stał się w pewnym sensie tym samym bohaterem, którego sportretował w westernie Jim Ringo (1950, reż. Henry King) – „szorstki, ale chcący otrząsnąć się z pełnego przemocy życia, jakie zawsze wiódł, a mimo to stwierdza, że nie ma innego wyjścia, jak tylko ponownie użyć pięści i pistoletu, aby uratować kobietę”.
Francuski filmowiec Bertrand Tavernier uznał obraz za arcydzieło w dorobku Mulligana w napisanej wspólnie z Jeanem-Pierre’em Coursodonem książce 50 Years of American Cinema. Dave Kehr wspominał, że był on „przedmiotem kultowym” na jego kampusowym dyskusyjnym klubie filmowym. Kent Jones na łamach „Film Comment” charakteryzował film jako „niedoceniony” i „pełen napięcia moralnego”.